# Virslīga 2017
La Virslīga 2017 es la edición número 26 de la Virslīga. La temporada comenzó el 10 de marzo y terminó el 4 de noviembre. El Spartaks Jūrmala es el vigente campeón.
El SK Babīte fue excluido de la competición por amaño de partidos.

## Sistema de competición
Los ocho equipos participantes jugaron entre sí todos contra todos cuatro veces totalizando 28 partidos cada uno, al término de la jornada 28 el primer clasificado obtuvo un cupo para la primera ronda de la Liga de Campeones 2018-19, mientras que el segundo y tercer clasificado obtuvieron un cupo para la primera ronda de la Liga Europa 2018-19; por otro lado el último clasificado descendió a la Primera Liga 2018, mientras que el penúltimo clasificado jugó el Play-off de relegación contra el subcampeón de la Primera Liga 2017 que determinó  el equipo que jugará en la Virslīga 2018.
Un tercer cupo para la primera ronda de la Liga Europa 2018-19 será asignado al campeón de la Copa de Letonia.

## Equipos participantes
| Equipo           | Ciudad    | Estadio                   | Capacidad |
| ---------------- | --------- | ------------------------- | --------- |
| Babīte           | Piņķi     | Piņķu stadions            | 1.000     |
| Jelgava          | Jelgava   | Olimpiskais Sporta Centrs | 2.500     |
| Liepāja          | Liepāja   | Estadio Daugava           | 5.000     |
| Metta/LU         | Riga      | Estadio Arkādija          | 500       |
| RFS              | Riga      | NSB Arkādija              | 1.000     |
| Riga             | Riga      | Estadio Skonto            | 8.200     |
| Spartaks Jūrmala | Jūrmala   | Estadio Slokas            | 2.800     |
| Ventspils        | Ventspils | Olimpiskais Stadions      | 3.200     |

### Ascensos y descensos
| Pos. | Ascendidos de Primera Liga 2016 |
| ---- | ------------------------------- |
| 1    | Babīte                          |

| Pos. | Descendidos de Virslīga 2016 |
| ---- | ---------------------------- |
| 8    | Daugavpils                   |

## Tabla de posiciones
| Pos. | Equipo               | Pts. | PJ | G  | E | P  | GF | GC | Dif. | Clasificación 2018–19                 |
| ---- | -------------------- | ---- | -- | -- | - | -- | -- | -- | ---- | ------------------------------------- |
| 1    | Spartaks Jūrmala (C) | 46   | 24 | 14 | 4 | 6  | 36 | 26 | +10  | Primera ronda de la Liga de Campeones |
| 2    | Ventspils            | 35   | 24 | 9  | 8 | 7  | 32 | 22 | +10  | Primera ronda de la Liga Europea      |
| 3    | RFS                  | 35   | 24 | 11 | 2 | 11 | 29 | 31 | −2   | Primera ronda de la Liga Europea      |
| 4    | Liepāja              | 37   | 24 | 11 | 4 | 9  | 32 | 25 | +7   | Primera ronda de la Liga Europea      |
| 5    | RFS                  | 35   | 24 | 11 | 2 | 11 | 29 | 31 | −2   |                                       |
| 6    | Jelgava              | 29   | 24 | 8  | 5 | 11 | 22 | 30 | −8   |                                       |
| 7    | Metta/LU (O)         | 15   | 24 | 3  | 6 | 15 | 21 | 46 | −25  | Promoción por la permanencia          |
| 8    | Babīte (D)           | 0    | 0  | 0  | 0 | 0  | 0  | 0  | 0    | Excluido de la liga                   |

Actualizado a los partidos jugados el 4 de noviembre de 2017.
 Fuente: Soccerway
Notas:
1. ↑  Tras ganar la Copa de Letonia, el Liepāja obtuvo un cupo para la primera ronda de la Liga Europea 2018-19, pero al ya encontrarse clasificado para la misma por su posición de liga, el cupo pasa al cuarto clasificado.
2. ↑  El Babīte fue excluido de la liga por amaño de partidos.

## Tabla de resultados cruzados
Los clubes jugarán entre sí en cuatro ocasiones para un total de 24 partidos cada uno.
| Local \ Visitante | JEL | LIE | MET | RFS | RIG | SPJ | VEN |
| ----------------- | --- | --- | --- | --- | --- | --- | --- |
| Jelgava           | —   | 1–2 | 2–0 | 1–1 | 0–3 | 1–2 | 1–0 |
| Liepāja           | 3–0 | —   | 0–1 | 0–1 | 0–1 | 1–3 | 1–0 |
| Metta/LU          | 1–3 | 1–3 | —   | 3–1 | 0–0 | 2–4 | 1–1 |
| RFS               | 0–1 | 2–0 | 3–2 | —   | 0–1 | 2–1 | 4–2 |
| Riga              | 1–0 | 0–2 | 2–2 | 3–0 | —   | 1–1 | 0–0 |
| Spartaks Jūrmala  | 1–1 | 1–1 | 1–0 | 2–0 | 2–0 | —   | 0–0 |
| Ventspils         | 1–2 | 1–1 | 2–0 | 1–0 | 0–0 | 4–0 | —   |

| Local \ Visitante | JEL | LIE | MET | RFS | RIG | SPJ | VEN |
| ----------------- | --- | --- | --- | --- | --- | --- | --- |
| Jelgava           | —   | 1–3 | 1–1 | 1–0 | 1–2 | 1–2 | 0–1 |
| Liepāja           | 0–1 | —   | 1–0 | 2–0 | 2–1 | 1–2 | 1–1 |
| Metta/LU          | 0–0 | 2–5 | —   | 2–0 | 0–2 | 0–2 | 2–2 |
| RFS               | 3–0 | 1–2 | 1–0 | —   | 1–1 | 1–0 | 2–4 |
| Riga              | 2–2 | 2–1 | 4–0 | 0–1 | —   | 0–1 | 0–2 |
| Spartaks Jūrmala  | 0–1 | 2–0 | 3–1 | 1–3 | 2–0 | —   | 0–3 |
| Ventspils         | 1–0 | 0–0 | 3–0 | 1–2 | 0–2 | 2–3 | —   |

## Play-off de relegación
Será jugado entre el penúltimo clasificado de la liga; contra el subcampeón de la Primera Liga 2017.
| 16 de noviembre de 2017, 19:00 | AFA Olaine    | 1:1 (1:1) | Metta/LU   | Olaines stadions, Olaine                                   |                                                            |
|                                | - Asgarov 21' | Reporte   | - 7' Emsis | Asistencia: 190 espectadores Árbitro(s): Vasjukov Yevgeniy | Asistencia: 190 espectadores Árbitro(s): Vasjukov Yevgeniy |

| 20 de noviembre de 2017. 14:00 | Metta/LU                       | 3:1 (3:0) (Global 4:2) | AFA Olaine    | Hanzas Vidusskolas Laukums, Riga                          |                                                           |
|                                | - Emsis 3' - Fjodorovs 12' 32' | Reporte                | - 89' Asgarov | Asistencia: 250 espectadores Árbitro(s): Treimanis Andris | Asistencia: 250 espectadores Árbitro(s): Treimanis Andris |

## Goleadores
| Pos. | Jugador            | Club             | Goles |
| ---- | ------------------ | ---------------- | ----- |
| 1    | Yevgeni Kozlov     | Spartaks Jūrmala | 13    |
| 2    | Artūrs Karašausks  | Liepāja          | 12    |
| 3    | Adeleke Akinyemi   | Ventspils        | 10    |
| 4    | Tosin Aiyegun      | Ventspils        | 9     |
| 5    | Bogdan Vaštšuk     | Riga             | 8     |
| 6    | Mārcis Ošs         | Jelgava          | 7     |
| 6    | Daniils Ulimbaševs | RFS              | 7     |
| 8    | Kristaps Grebis    | Liepāja          | 6     |
| 8    | Ģirts Karlsons     | Liepāja          | 6     |
| 8    | Edgars Gauračs     | Spartaks Jūrmala | 6     |